# Charles Koning
Charles Koning (Sint-Gillis, 22 juni 1897) was een Belgisch hockeyer.

## Levensloop
Koning was actief bij Royal Léopold HC.
Daarnaast maakte hij deel uit van het Belgisch hockeyteam. Met de nationale ploeg nam hij onder meer deel aan de Olympische Zomerspelen van 1928.